# Alfred Kase

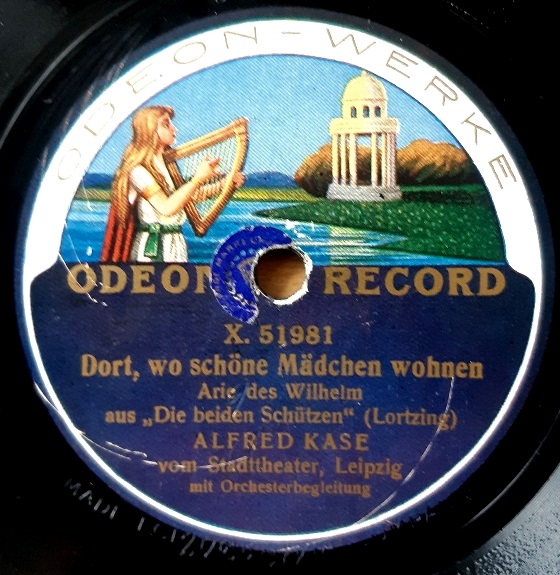
Schallplatte von Alfred Kase (Berlin 1911)

Alfred Kase (* 28. Oktober 1877 in Stettin; † 13. Januar 1945 in Stettin) war ein deutscher Opernsänger (Bariton) und Dichter.

Alfred Kase

## Leben
Der Sohn eines Graveurs erlernte zuerst den Beruf eines Kupferstechers, wechselte dann jedoch zum Gesang- und Musikstudium an die Münchner Akademie der Tonkunst. Sein Debüt erfolgte 1902 am Opernhaus von Kassel, wo er bis 1907 auftrat. In den Jahren 1907–20 war er am Opernhaus von Leipzig engagiert, dem er auch später noch als Gast verbunden blieb. Dort wirkte er mit bei der Uraufführung der Oper „Der Stier von Olivera“ von Eugen d’Albert (1918). Kase gastierte in Antwerpen, Basel, der Berliner Hofoper, Hamburg, Hannover, Kassel, der Wiener Hofoper und in Zürich. Zudem war er als Konzert- und Oratoriensolist tätig, später auch in Baßpartien. Nach Abschluss seiner Bühnentätigkeit wirkte er als Gesangspädagoge in Leipzig.
Ferner dichtete Kase und veröffentlichte Sammlungen seiner Gedichte im Selbstverlag. In der Anthologie Pommersche Literatur – Proben und Daten (1968) ist er mit zwei Gedichten vertreten.
Kase war mit der Schauspielerin Ella Ellmenreich verheiratet, einer Enkelin des Sängers und Theaterdirektors Albert Ellmenreich.
Die Stimme von Alfred Kase ist durch Schallplatten der Firmen Polyphon (Leipzig 1904–10) und Odeon (Berlin 1911 und 1913) erhalten.

## Werke
- Gereimtes und Geträumtes. Selbstverlag, Leipzig 1914.
- Gedichte und Balladen. Selbstverlag, Leipzig 1914. (2. erweiterte Auflage von Gereimtes und Geträumtes, mit fünf Federzeichnungen von Rudolf O. Kügler)